# 742
Раннє Середньовіччя. Триває чума Юстиніана. У Східній Римській імперії править Артабаст. Більшу частину території Італії займає Лангобардське королівство, деякі області належать Візантії. У Франкському королівстві немає короля, фактична влада розділена між синами Карла Мартела. Піренейський півострів, окрім Королівства Астурія, в руках маврів. В Англії триває період гептархії. Авари та слов'яни утвердилися на Балканах. Центр Аварського каганату лежить у Паннонії. Існують слов'янські держави: Карантанія та Перше Болгарське царство.
Омеядський халіфат займає Аравійський півострів, Сирію, Палестину, Персію, Єгипет, Північну Африку та Піренейський півострів. У Китаї править династія Тан. Індія роздроблена. В Японії триває період Нара. Хазарський каганат підпорядкував собі кочові народи на великій степовій території між Азовським морем та Аралом. Тюркський каганат доживає останні роки.
На території лісостепової України в VIII столітті виділяють пеньківську й корчацьку археологічні культури. У VIII столітті тривало швидке розселення слов'ян. У Північному Причорномор'ї співіснують різні кочові племена, зокрема булгари, хозари, алани, авари, тюрки, кримські готи.

## Події
- Герцог Аквітанії Гунальд підняв бунт проти Піпіна Короткого і Карломана, і вони пішли на нього й сплюндрували його землі, але він не здався. Тим часом бунт підняли алемани, і франкські мажордоми повернули на них.
- Валі Єгипту послав війська на придушення бунту берберів у Магребі й переміг їх у двох битвах. Загроза Кайруану все ж залишилася.
- Арабські війська придушили повстання берберів на території сучасної Португалії.
- Папа Римський Захарій уклав мир із королем лангобардів Лютпрандом. Лютпранд повернув Папі захоплені міста.
- Лютпранд приєднав бунтівні герцогства Сполето й Беневенто до свого королівства.
- Костянтин V здобув під Сардами перемогу над військами узурпатора Артабаста.
- Розпочався останній пік чуми Юстиніана.
- За пропозицією халіфа Гішама ібн Абд аль-Маліка Стефана призначено патріархом Антіохії, катедра якого була вакантною 40 років.
- Перша згадка про Ерфурт.

## Народились
- 2 квітня — народився король франків, пізніше римський імператор Карл Великий.